# 中信ホエールズ
中信ホエールズ（ヂョンシン・ホエールズ、ちゅうしんホエールズ）は、かつて台湾の中華職業棒球大聯盟に所属していたプロ野球チーム。親会社は中国信託商業銀行。

## 歴史
1997年に新規参入。2002年に「和信ホエールズ」から現在の名称に変更された。台湾の中心都市・台北市に本拠地を置き、嘉義市立野球場が経営したが、人気は低迷し続け、翌2003年一部の選手が八百長をしていた事が判明する。さらに2007年にはより大規模な八百長事件「黒鯨事件」が発生し、5人の主力を失い経営は悪化する一方だった 。米迪亜ティー・レックスが八百長問題で除名処分を受けたことをきっかけに、2008年シーズン終了後に解散した。
2013年オフに中国信託商業銀行が兄弟エレファンツを買収し、2014年度から中信兄弟となったが、球団としての関連性はない。

## 歴代監督
監督
- 李来発 （1997年 - 2001年）
- 林仲秋 （2002年 - 2003年）
- 徐生明 （2004年 - 2005年） - 2004年は15試合黄煚隆が監督代行
- 李来発 （2006年）
- 謝長亨 （2007年 - 2008年）

## 主な選手・コーチ

### コーチ
- 李来発
- 郭源治
- 王宸浩
- 謝承勳
- 李杜宏 （李杜軒の父）

#### 日本人コーチ
- 井上修
- 柴田猛
- 小池兼司
- 立石充男
- 山内一弘
- 一色優
- 浅野啓司
- 安部理
- 宮本四郎
- 寺岡孝
- 矢野実
- 武井壮（特別コーチ）

### 選手
投手
- 柳裕展
- 謝承勳
- 高建三
- 郭源治
- 郭李建夫
- 宋肇基
- 曾兆豪
- 朱尉銘
- 沈鈺傑
- 倪福徳
- 黄宏任

捕手
- 王宸浩
- 石金受
- 王信民

野手
- 楊松弦
- 紀俊麟
- 陳健偉
- 陳文賓
- 洪啓峰
- 黄貴裕
- 郭岱詠
- 王宜民
- 鄭昌明

#### 主な外国籍選手
- クレイグ・ワーシントン（葛来克）
- ベン・リベラ（班尼）
- ブライアン・トラックスラー（威力強）
- タイ・ゲイニー（泰甘力）
- ブライアン・ウォーレン（畢来力）
- アレックス・カブレラ（亜力士）
- カルロス・ミラバル（馬来宝）
- 有働克也
- ドウェイン・ヘンリー（漢鋭）
- ドミンゴ・グスマン（多明哥）
- オーランド・ミラー（米樂）
- 小桧山雅仁
- 中山裕章
- ダン・セラフィニ（丹尼）
- 矢野正之
- 部坂俊之
- ネリオ・ロドリゲス（羅德里）
- 杉山直樹
- 笹川隆
- 藤本博史
- ディオニス・セサル（迪歐）
- オーランド・ロマン（羅猛、入団テスト受験）
- 清水広貴（練習生）